# Ernst Schertel
Ernst Schertel (geboren 20. Juni 1884 in München; gestorben 30. Januar 1958 in Hof (Saale)) war ein deutscher Schriftsteller und Publizist. Er befasste sich vor allem mit Nacktkultur, Okkultismus und Sadomasochismus. Seine bekanntesten Werke sind Magie – Geschichte, Theorie, Praxis und Der Flagellantismus in Literatur und Bildnerei, eine zuletzt 12-bändige Kulturgeschichte des Flagellantismus.

## Biographie

### Studium und erster Roman
Sein älterer Bruder Wilhelm Schertel (1883–1930) wurde Chemiker und Künstler, der jüngere Fritz Schertel (1890–1945) wurde Cellist.
Während seines Studiums der Geschichte und Philosophie in Jena begegnete er im Haus seines Doktorvaters Rudolf Eucken dem Dichter Stefan George. In den Jahren zwischen 1909 und 1917 besuchte er den Dichter einige Male. Obwohl Schertel nicht dem George-Kreis zugerechnet werden kann, hatte diese Begegnung lebenslang Bedeutung für ihn. 1911 promovierte er magna cum laude.
Ein weiterer Wendepunkt war Schertels erster Roman, Die Sünde des Ewigen oder Dies ist mein Leib, den er in den Jahren 1912 und 1913 schrieb: „[…] da sprang ich eines Sommermorgens aus dem Bett und begann wie unter fremdem Diktat zu schreiben, Seiten um Seiten, ohne zu wissen, was es werden würde. […] Und als ich den Punkt hinter die letzte Zeile gesetzt hatte, fiel es wie schwere Eisenketten von mir – ich war frei.“
Durch den Roman konnte der zuvor von Kontaktarmut, Depressionen und Suizidgedanken geplagte Schertel sich aus seiner „fürchterlichen Verkrampfung“ befreien: „Ich stürzte mich in das Leben wie ein entfesseltes Raubtier, hemmungslos, in einem Rausch des Genießens und wirklichen Tuns.“

### Tanzpädagogik
1914 wurde Schertel Lehrer für Deutsch, Alte Geschichte und Religionsgeschichte an der von Paul Geheeb und Gustav Wyneken begründeten Reformschule Freie Schulgemeinde Wickersdorf. Schertel entwickelte dort von asiatischen Tanzfesten inspirierte so genannte Mysterienspiele, deren Begleitung eine suggestive, von Schertel komponierte tonartlose Musik war. Mit diesen Veranstaltungen erreichte er jedoch die Grenzen dessen, was in dieser Zeit selbst an einer von Gedanken der Jugendbewegung beeinflussten Reformschule möglich war. Insbesondere dass er seinen Schülern die „Überzeugung von der menschenbildenden und kulturfördernden Kraft der mannmännlichen Liebe“ nahebrachte, führte zum Ende seines Wirkens in Wickersdorf. Er setzte seine tanzpädagogische Arbeit jedoch fort: ab 1918 an der Schule Herion für Tanz und Körperkultur in Stuttgart und von 1924 bis 1927 an der Traumbühne Schertel für somnambulen Tanz.
Um die von ihm beabsichtigten Wirkungen und in den Partizipanten der Tänze die entsprechenden Zustände zu erzielen, bediente Schertel sich einer Kombination verschiedener Techniken (u. a. entwickelte er ein gymnastisches System, die „Methode Schertel“) und Hilfsmittel (Beleuchtung, Musik, Räucherungen, Hypnose und Alkaloide).

### Drehbuchautor
1922 schrieb Schertel das Drehbuch für den Stummfilm Das Blut der Schwester, einem „okkulten Sensationsfilm in 5 Akten“, bei dem Otto Wilhelm Barth Regie führte.

### Parthenon-Verlag
Mitte der 1920er Jahre begann eine intensive schriftstellerisch-publizistisch-wissenschaftliche Produktion. Sein 1923 erschienenes Buch über Magie hatte Einfluss auf Adolf Hitler. 1926 gründete Schertel zusammen mit Joseph Krömer die Zeitschrift Soma, von 1927 bis 1931 erschien Asa, mit den Schertels Interessen angepassten Schwerpunkten Erotik und Okkultismus.
Im Parthenon-Verlag erschien eine Folge von Akt-Kunst-Büchern, deren Einleitungen meist von Schertel verfasst wurden. Auch die Aufnahmen aus diesen und anderen von Schertel herausgegebenen Werken stammten zum erheblichen Teil von Schertel.
Parallel dazu erschienen Lieferungswerke, darunter sein Hauptwerk Der Flagellantismus als literarisches Motiv und Der erotische Komplex.
Zusammen mit seinem Verleger trat er gegen das Gesetz zur Bewahrung der Jugend vor Schund- und Schmutzschriften ein. Sie wurden bei ihrem Kampf gegen juristische Beschränkung ihrer Publikationstätigkeit von dem Sexualwissenschaftler Magnus Hirschfeld und dem Bibliophilen Fedor von Zobeltitz unterstützt. In dieser Zeit korrespondierte Schertel mit führenden Psychoanalytikern wie Sigmund Freud und Wilhelm Stekel, sprach auf Kongressen und kämpfte für die Streichung des Paragrafen 175 und des Paragrafen 218 des Reichsstrafgesetzbuches.
All diese wissenschaftlichen und publizistischen Aktivitäten endeten mit der Machtübergabe an die Nationalsozialisten 1933.

### Exil und späte Jahre
Schertel flüchtete nach Paris, kehrte aber schon 1934 nach Deutschland zurück. Dort wurde er wegen Verbreitung unzüchtiger Schriften vor Gericht gestellt und zu einer siebenmonatigen Gefängnisstrafe verurteilt.
1937 folgte als weitere Repressalie die Aberkennung der Doktorwürde durch die Universität Jena. Bis zum Ende der Zeit des Nationalsozialismus arbeitete Schertel dann im Verlag von Joseph Krömer als Lektor und Korrektor eher harmloser Belletristik.
Nach Kriegsende gelang es Schertel wie vielen anderen in der Zeit des Nationalsozialismus exilierten oder marginalisierten Schriftstellern nicht, an die publizistischen Erfolge der Vorkriegszeit anzuknüpfen. Seine Veröffentlichungen aus dieser Zeit beschäftigen sich hauptsächlich mit religionsgeschichtlichen und esoterischen Themen. Immerhin konnte er jedoch die erweiterte Neuauflage seines Hauptwerks Der Flagellantismus in Literatur und Bildnerei erreichen.
Seine Bemühungen, Arbeiten explizit sadomasochistischen Inhalts zu veröffentlichen, scheiterten an den im Geist der 1950er Jahre befangenen Verlegern. In den 1930er Jahren war ein Werk dieser Richtung (Das Mädchenschloß) als Privatdruck erschienen.
Am 30. Januar 1958 starb Ernst Schertel an den Folgen eines Herzinfarkts.

## Werke
- Die Nachtwandlerin. Drama. 1909.
- Schellings Metaphysik der Persönlichkeit. Dissertation. Quelle & Meyer, Leipzig 1911.
- Die Katakomben von Ombos. Roman. J. Engelhorns Nachfahren, Stuttgart 1917.
- Die Sünde des Ewigen oder Dies ist mein Leib. Roman. Die Wende, Berlin 1918 (Digitalisat).
- Das Blut der Schwester – Okkulter Sensationsfilm in 5 Akten. Wende Film, München 1922.
- Magie – Geschichte, Theorie, Praxis. Anthropos-Verlag, Prien 1923.
  - englisch: Ernst Schertel: Magic: History, Theory, Practice. Annotated by Adolf Hitler, COTUM, 2009, ISBN 978-0-578-02457-8.
- Nacktheit als Kultur. Parthenon-Verlag, Leipzig 1926.
- Die Eroberung des weiblichen Körpers. Parthenon-Verlag, Leipzig 1926.
- Nacktkultur und Religion. Parthenon-Verlag, Leipzig 1927.
- Körperkultur und Kunst. Parthenon-Verlag, Leipzig 1927.
- Der Dienst am Körper. Parthenon-Verlag, Leipzig 1927.
- Sinne, Seele und Sinnlichkeit. Parthenon-Verlag, Leipzig 1928.
- Irrgarten der Leiber. Parthenon-Verlag, Leipzig 1928.
- Das Weib als Göttin. Parthenon-Verlag, Leipzig 1928.
- François Grillard [Pseudonym]: Das Mädchenschloß. Privatdruck, ca. 1930.
- Der Flagellantismus als literarisches Motiv. 4 Bde. Parthenon-Verlag, Leipzig 1929–1932. Erweiterte Neuausgabe: Der Flagellantismus in Literatur und Bildnerei. 12 Bde. Decker Verlag, Schmiden b. Stuttgart 1957.
- Der erotische Komplex. Untersuchungen zum Problem der paranomalen Erotik in Leben, Literatur und Bildnerei. 2 Bände. Pergamon-Verlag, Berlin 1930 (Bd. 1: Gesäßerotik; Bd. 2: Der Komplex der Flagellomanie).
- mit Albert Kunkel: Nacktzauber. Parthenon-Verlag, Leipzig 1927.
- Weib, Wollust und Wahn. Parthenon-Verlag, Leipzig 1931.